# Wierieszczagino
Wierieszczagino – miasto w Rosji, w Kraju Permskim. W 2010 roku liczyło 22 156 mieszkańców.